# ألبنة
الألبنة (Albanisation أو Albanianisation) هو الاستيعاب الثقافي أو اللغوي لـاللغة الألبانية والثقافة الألبانية.

## في كوسوفو
ينطبق المفهوم عمومًا على كوسوفو.
[محل شك] خلال الإحصاءات السكانية في دول يوغوسلافيا السابقة، كان يسجل العديد من أفراد طائفة الروم على أنهم ألبان، لتشابههم مع ثقافة الألبان المسلمين في مقابل الثقافة الصربية المسيحية. حدثت الألبنة أيضًا مع التورباش، هي أقلية سلافية مسلمة في جمهورية مقدونيا والشعب الغوراني في كوسوفو الجنوبية، الذين تكون أسماء عائلاتهم في الغالب ألبانية.

### الصرب
صاغ مصطلح أرناؤوطسي (مشتق من كلمة أرناؤوط، مصطلح صربي تاريخي يشير إلى الألبان) المؤرخون الصرب في القرن التاسع عشر وتعني «الصرب الألبان» (الصرب الذين اعتنقوا الإسلام وتعرضوا لعملية ألبنة). وبينما اكتسبت النظرية التي طوّر معظم شكلها سبيريدون جوفتشوبيتش وميلوس ميلوجوفيتش الشهرة بين بعض المؤرخين الصرب، فقد رفضها المؤرخون المؤيدون للألبنة.
وفي نهاية القرن التاسع عشر، ادعى الكاتب برانيسلاف نيوزك أن بوتوريس الصربي (اعتنق الإسلام) من أوراهوفاك بدأ يتحدث الألبانية ويتزوج من نساء ألبانيات. وقدمت ادعاءات مماثلة من جوفان هادزي فاسيلييفيتش (حياته 1866-1948)، حيث زعم أنه عندما زار أوراهوفاك في الحرب العالمية الأولى، لم يستطع تمييز الصرب الأرثوذكس من المسلمين والألبان. ووفقًا لما ذكره، فقد كانوا يتحدثون الصربية ويرتدون نفس الملابس، ولكن يدعون انتماءهم إلى العرق الصربي أو الألباني أو التركي. وكانت العائلات العريقة الألبانية (ستاروسيديوسي) تتحدث السلافية؛ فهي لم تتحدث اللغة الألبانية، إنما اللهجة السلافية (لغتنا، naš govor) في الموطن.
في الإحصاء السكاني لعام 1921، سجل غالبية الألبان المسلمين في أوراهوفاك تحت فئة «الصرب والكروات».
استرجع مارك كراسنيكي، الإثنوغرافي الألباني الكوسوفي في عام 1957: «خلال بحثي، أخبرني بعضهم أن لغتهم شبيهة بـاللغة المقدونية وليست اللغة الصربية (من الواضح أنهم يرغبون في الانفصال عن كل ما هو صربي). ومن المحتمل أنهم آخر ما يعرف في المصادر الصربية باسم» أرناؤوطسي«، السلافيون المسلمون والألبان جزئيًا.»
وفقًا للمؤلف الصربي أليكس درانجيتش، عمل تيتو على زيادة انفصال منطقة كوسوفو عن الصرب عندما دعت رابطة الشيوعيين اليوغوسلافيين 300 ألف ألباني من ألبانيا للاستيطان في كوسوفو ومنع الصرب الذين نزحوا خلال الحرب العالمية الثانية من العودة إلى منازلهم في كوسوفو.

## في جمهورية مقدونيا
اتهم رضا ميميدوفيسكي، رئيس المنظمة الإسلامية لـالمسلمين المقدونيين في جمهورية مقدونيا، حزب الأغلبية السياسي الألباني، حزب الازدهار الديمقراطي، بمحاولة استيعاب الناس وخلق «ألبنة مقدونيا الغربية».

## في ألبانيا
خلال فترة حكم الملك زوغو والنظام الشيوعي، شجعت الحكومة على ألبنة اليونانيين في جنوب ألبانيا (سميت المنطقة أيضًا «إيبروس الشمالية»، وخصوصًا بين اليونانيين).
«اقتصرت حالة الأقلية على من عاشوا في 99 قرية في منطقة الحدود الجنوبية، وبالتالي استبعاد تمركزات مهمة من المستوطنات اليونانية في فلورا (ربما 8000 شخص في عام 1994) وفي مناطق مجاورة على طول الساحل ومدن يونانية عتيقة، مثل هيماري ويعيش اليونانيون العرقيون في مكان آخر في أرجاء الدولة. ولم تكن تعتبر القرى المختلطة خارج هذه المنطقة المحددة، حتى تلك القرى التي يقطنها أغلبية واضحة من اليونانيين العرقيين، مناطق أقلية، وبالتالي كانت محرومة من أي مزايا ثقافية أو تعليمية بـاللغة اليونانية. علاوة على ذلك، تم ترحيل العديد من اليونانيين بالغصب من مناطق الأقلية إلى أجزاء أخرى في الدولة كنتاج لسياسة السكان الشيوعيين، وعامل مهم وثابت في الاستحواذ على المصادر العرقية للمعارضة السياسية. وتغيرت أسماء الأماكن اليونانية إلى أسماء ألبانية، بينما تم حظر استخدام اللغة اليونانية في العديد من الأغراض الرسمية فيما بين اليونانيين كذلك، والتي كانت ممنوعة في كل الأماكن خارج مناطق الأقلية.»
في عام 1967، بدأ حزب العمل الألباني حملة طمس منظمة للدين. وقامت قواته بتخريب أو هدم العديد من الكنائس والمساجد في تلك الفترة، ومنعت العديد من الكتب باللغة اليونانية لما تتضمنه من توجهات أو موضوعات دينية. ولكن، من المستحيل غالبًا التمييز بين الدوافع الأيديولوجية والثقافية العرقية للحكومة من أجل القمع. ومع ذلك، ظلت العلاقات بين العرق الألباني والعرق اليوناني جيدة جدًا. وكان آخر وزير دفاع للنظام الشيوعي هو سيمون ستيفاني، الذي ينتمي إلى الأقلية اليونانية. وشكلت الحملة الألبانية المعادية للدين عنصرًا واحدًا فقط في «الثورة الأيديولوجية والثقافية» الأشمل لهوكسا والتي بدأت في عام 1966. وقد أوضح خصائصها الرئيسية في المؤتمر الرابع لحزب العمل الألباني (PLA) في عام 1961. «في ظل الشيوعية، دُرّس للطلاب التاريخ والثقافة الألبانية فقط، حتى في فصول اللغة اليونانية في المستويات الأساسية.» كذلك، تم تدريجيًا ألبنة البلغاريين في ألبانيا.

1. 
2. 
3. 
4. 
5. 
6. 
7. 
8. 
9. 
10. 

1. { Greek Helsinki Monitor (2001), Minorities in Southeastern Europe - Albanians of Macedonia (available online here)

- المسلمون في مقدونيا
- مصريو البلقان